# Badumna longinqua
Espèce
Synonymes
- Amaurobius longinquus L. Koch, 1867
- Amaurobius senilis L. Koch, 1872
- Amaurobius chalybeius L. Koch, 1872
- Amaurobius silvanus L. Koch, 1872
- Amaurobius martius Simon, 1899
- Badumna subfasciata Simon, 1899
- Ixeuticus helsoni Bryant, 1935
- Hesperauximus sternitzkii Gertsch, 1937

Badumna longinqua est une espèce d'araignées aranéomorphes de la famille des Desidae.

## Distribution
Cette espèce est originaire d'Australie.
Elle a été introduite en Nouvelle-Zélande, au Japon, en Afrique du Sud, en Allemagne, aux Pays-Bas, en Grande-Bretagne, aux États-Unis, au Mexique, au Brésil et en Uruguay,.

## Description

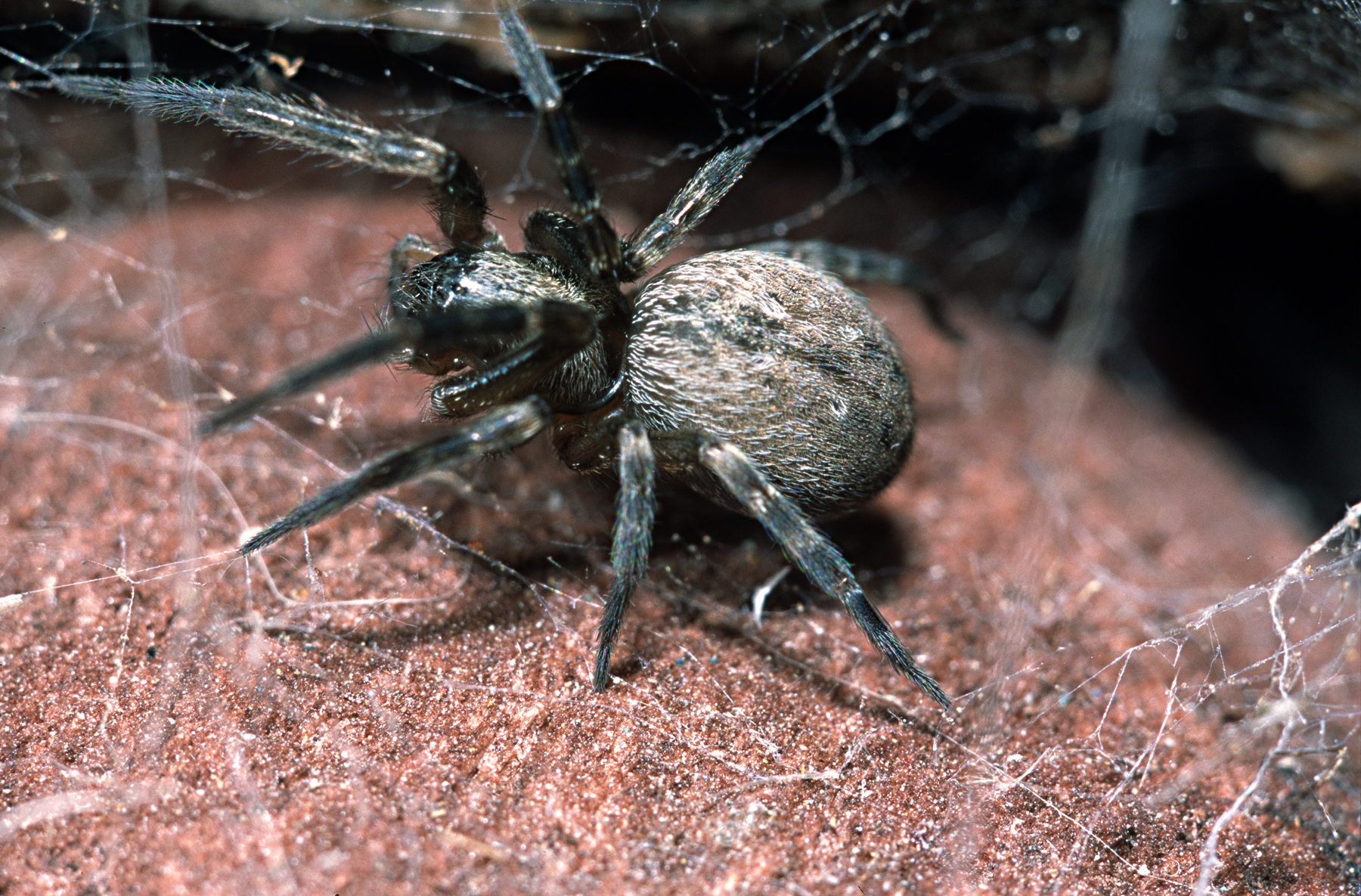
Badumna longinqua

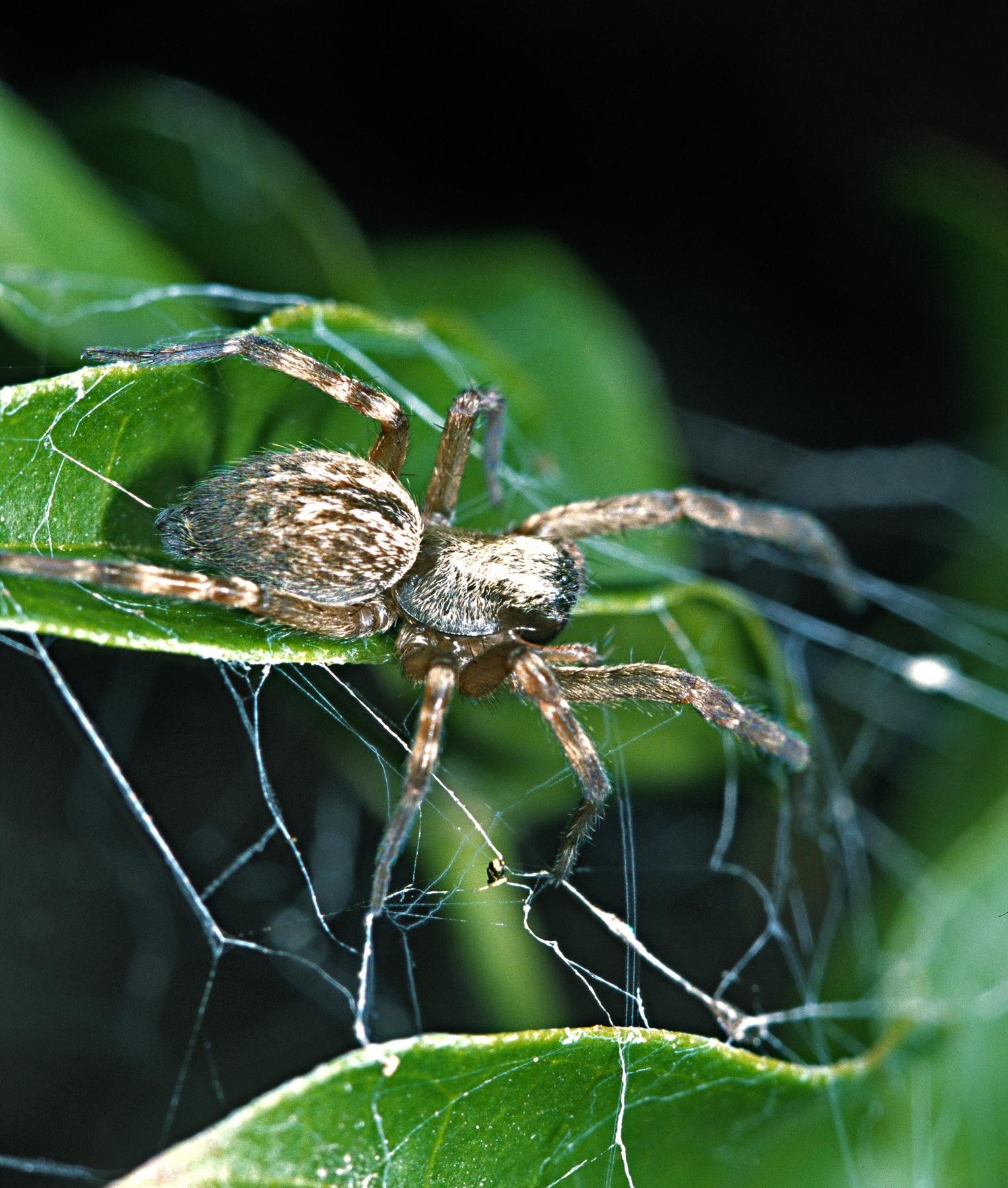
Badumna longinqua

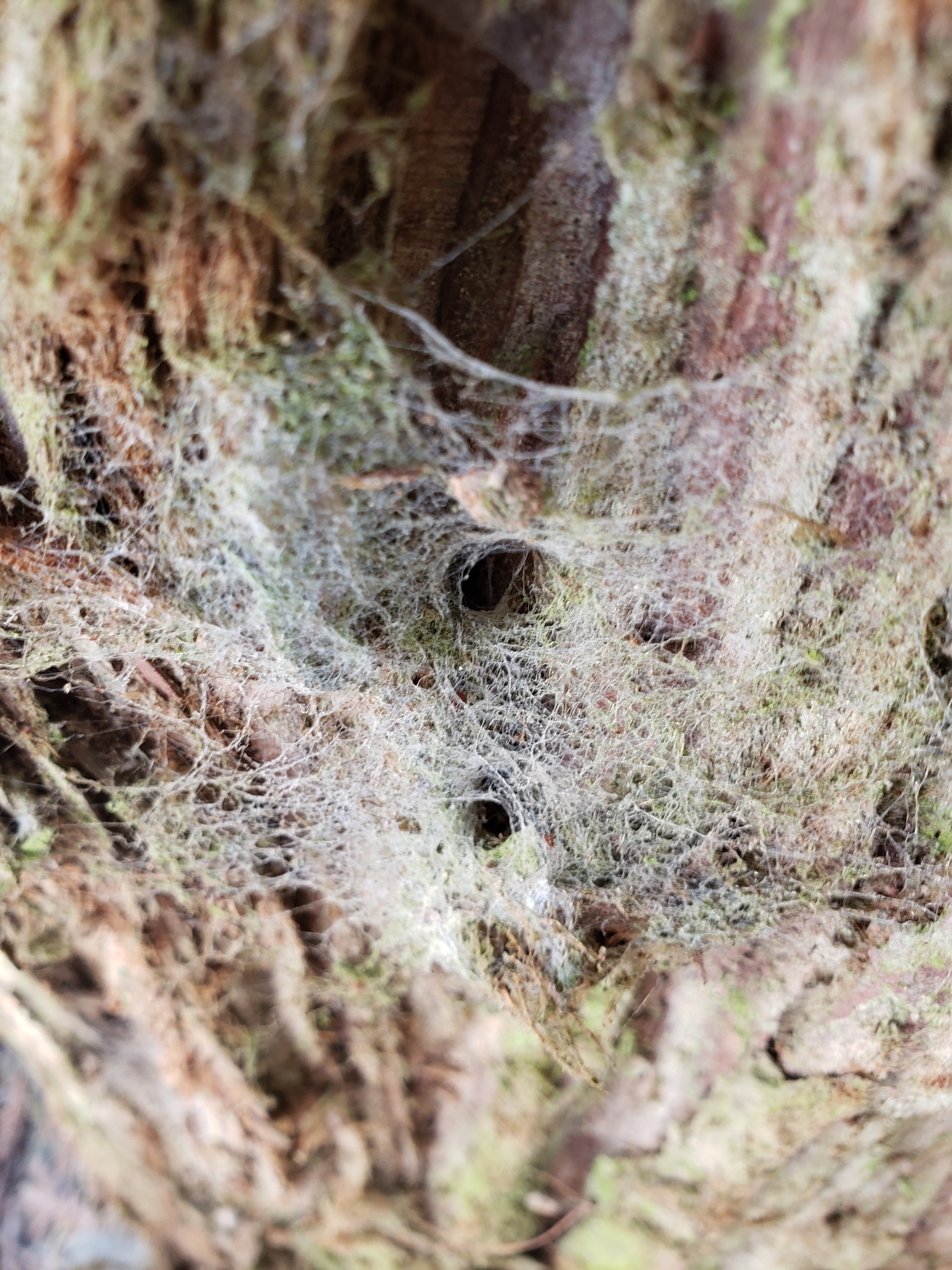
Toile de Badumna longinqua

Le mâle mesure 11 mm et la femelle 15 mm.

## Systématique et taxinomie
Cette espèce a été décrite sous le protonyme Amaurobius longinquus par L. Koch en 1867. Elle est placée dans le genre Badumna par Simon en 1899.
Amaurobius senilis, Amaurobius chalybeius, Amaurobius silvanus, Amaurobius martius, Badumna subfasciata, Ixeuticus helsoni et Hesperauximus sternitzkii ont été placées en synonymie par Lehtinen en 1967.

## Publication originale
- L. Koch, 1867 : « Beschreibungen neuer Arachniden und Myriapoden. II. » Verhandlungen der Kaiserlich-Königlichen Zoologisch-Botanischen Gesellschaft in Wien , vol. 17, p. 173-250 (texte intégral).